# Monthenault
Monthenault – miejscowość i gmina we Francji, w regionie Hauts-de-France, w departamencie Aisne.
Według danych na styczeń 2014 roku gminę zamieszkiwało 131 osób, a gęstość zaludnienia wynosiła 45 osób/km².